# 아이카와 마호
아이카와 마호(相川茉穂, 1999년 3월 26일 ~ )는 일본의 여성 모델이자, 여성 아이돌 그룹 전 안주루무의 멤버.

## 약력
년차 불명
- 모닝구무스메。의 오디션에 참가했지만, 낙선했다.
- 하로프로연수생의 오디션에 참가해, 합격했다.

2014년
- 4월 1일, 하로프로연수생에 가입.
- 5월 4일, 나카노 선플라자에서 행해진「하로프로연수생 발표회 2014 ~봄의 공개 실력 진단 테스트!~」에 첫 피로연.
- 10월 4일, 스마이레지의 3기 멤버에 선출되었던 것이 발표되었다[1].
- 11월 26일, 요코하마 아레나에서 행해진 모닝구무스메。'14의「미치시게 사유미 졸업 스페셜」에서 오프닝 액트로서 스마이레지(당시)가 출연해, 3기 멤버로서 처음에 피로연하였다.

2017년
- 1월 11일, 블로그와 공식 홈페이지의 뉴스에서 공황 장애에 진단된 것을 밝히고, 치료로 인해 활동 휴지를 한다고 발표되었다[2][3].
- 12월 31일 - 안주루무 및 헬로! 프로젝트를 졸업[4].

2018년
- 5월 2일 - 인스타그램 개설.

2020년
- 10월 4일 - N・F・B에 소속이 결정해, 모델로서 예능 활동을 재개.

## 출연

### 라디오
- HELLO! DRIVE! -하로드라- (2016년 10월 3일 ~ 2017년 1월, 라디오 네오)

### 무대
- 극단「진조」vol.6「빙글빙글과 죽음과 질투」(2014년 12월 3일 ~ 11일, 아우루 스포트 도시마구립 무대예술 교류센터)

### Blu-ray
- Greeting ~아이카와 마호~ (2016년 3월 18일) - e-LineUP! 한정 판매

## 서적

### 사진집
- 미니 사진집「Greeting-Photobook-」(2016년 10월 1일, 오딧세이 출판)

## 참가 유닛
- 안주루무 (2014년 ~ 2017년)